# Giordano Cattani
Giordano Cattani (La Spezia, 12 gennaio 1939) è un ex calciatore italiano, di ruolo difensore.

## Carriera
Trascorre la carriera da professionista interamente nel Modena, con cui conta 9 presenze in due campionati di Serie A e 117 presenze con 3 gol in sei campionati di Serie B tra il 1958 ed il 1967.

## Palmarès

### Club

#### Competizioni nazionali
- Serie C: 1

Modena: 1960-1961